# Коджа Ералтем
Коджа́ Ералте́м (искаж. Кугыжа Ералтем) — марийский князь Якшанского княжества.
В 1215 году Коджа перенёс ставку в Шангонское княжество в новообразованный город Якшан. Но Шангский князь Кай стал враждовать с Коджей, захватил его жену. Впоследствии она утопилась в Ветлуге. Вражда с Каем привела Коджу к сближению с новгородцами. К нему стали приходить христианские проповедники, они склонили его к принятию христианства, и Коджа Ералтем принял крещение под именем Елиазар. В Якшане построена первая на Ветлуге церковь во имя святителя Николая Чудотворца.
Коджа Ералтем мирно скончался в конце XIII века.